# Рапорт (психологія)
Рапо́рт (фр. rapport — «повідомлення», «стосунок», «зв'язок») — тип зв'язку і зв'язок між людьми, який характеризуються наявністю взаємних позитивних емоційних відносин і певною мірою взаєморозуміння. Поняття рапорта зазвичай уживається в декількох широких і вузьких спеціалізованих значеннях у психології для характеристики типу зв'язку, який встановлюється:
- у будь-яких позитивних стосунках людей;
- у різних близьких міжособистісних стосунках;
- у функціональних стосунках людей в природних або штучних умовах.

Особлива увага встановленню і вивченню рапорта приділяється в гіпнозі і психоаналізі, оскільки вважається, що без рапорта здійснення ефективного гіпнозу або психоаналізу неможливе.
Професор Клаус Меллер з колегами фірми «ТМІ» розробили цікавий курс успішного сервісу — «Людина перш за все», в якому значна увага приділяється таким комунікативним вмінням людей, як рапорт і пейсинг, що розуміються як база для гармонійного спілкування.
Рапорт (відображення один одного у спілкуванні) можна проілюструвати таким прикладом. Закохана пара сидить у ресторані, вони дивляться один одному у вічі, повторюють пози один одного (інтуїтивно), рухи (однаковими жестами піднімають келихи тощо). Вони «відображають» один одного не тільки мовою тіла, а й мовленням. Це — ситуація рапорту. Помічено, що вона пов'язана із однаковою гучністю голосу, схожим темпом мовлення, словесним рядом, жаргоном, зворотами, навіть дихають такі люди в одному ритмі. І тобто це означає, що почуття, думки, інтереси людей знаходяться у гармонії, що вони є опорою один для одного, резонуючи думками, почуттями, вчинками.
Контактуючи з іншими людьми, ми йдемо звичайно двома шляхами:
- концентруємося на відмінностях, які існують між нами;
- концентруємося на схожості, на злагоді, подібності у всьому.

Рапорт вимагає від нас зусиль концентрації на схожості, подібності, єдності й злагоді. Ви помічаєте, що тоді вам легше контактувати з цією людиною, співрозмовником. Вам імпонує, подобається, Вам приємно спілкуватися й працювати разом. Такі люди легше сприймають критику, відкриті для змін, активніше прагнуть до участі у загальній справі. Тому рапорт — це найкращий тип ділових стосунків між людьми. На Заході спеціально навчають техніці рапорта для покращення сервісу між працівником та клієнтом. Перебуваючи у ситуації рапорта, люди підсвідомо підлаштовуються один під одного.

## Джерело
- Тренінги перемовин та продажу [Архівовано 6 серпня 2019 у Wayback Machine.], розташовано з дозволу «Тренінги продажів Деревицького» © dere.com.ua